# Glacier de Tsanfleuron

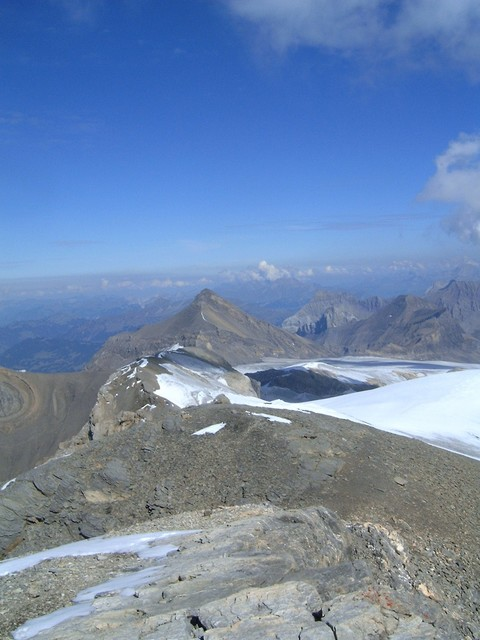
Glacier de Tsanfleuron

Glacier de Tsanfleuron – lodowiec o długości 3,5 km (2005 r.) i powierzchni 3,81 km² (1973 r.).
Lodowiec położony jest w Alpach Berneńskich w kantonie Valais w Szwajcarii.